# Kan Air

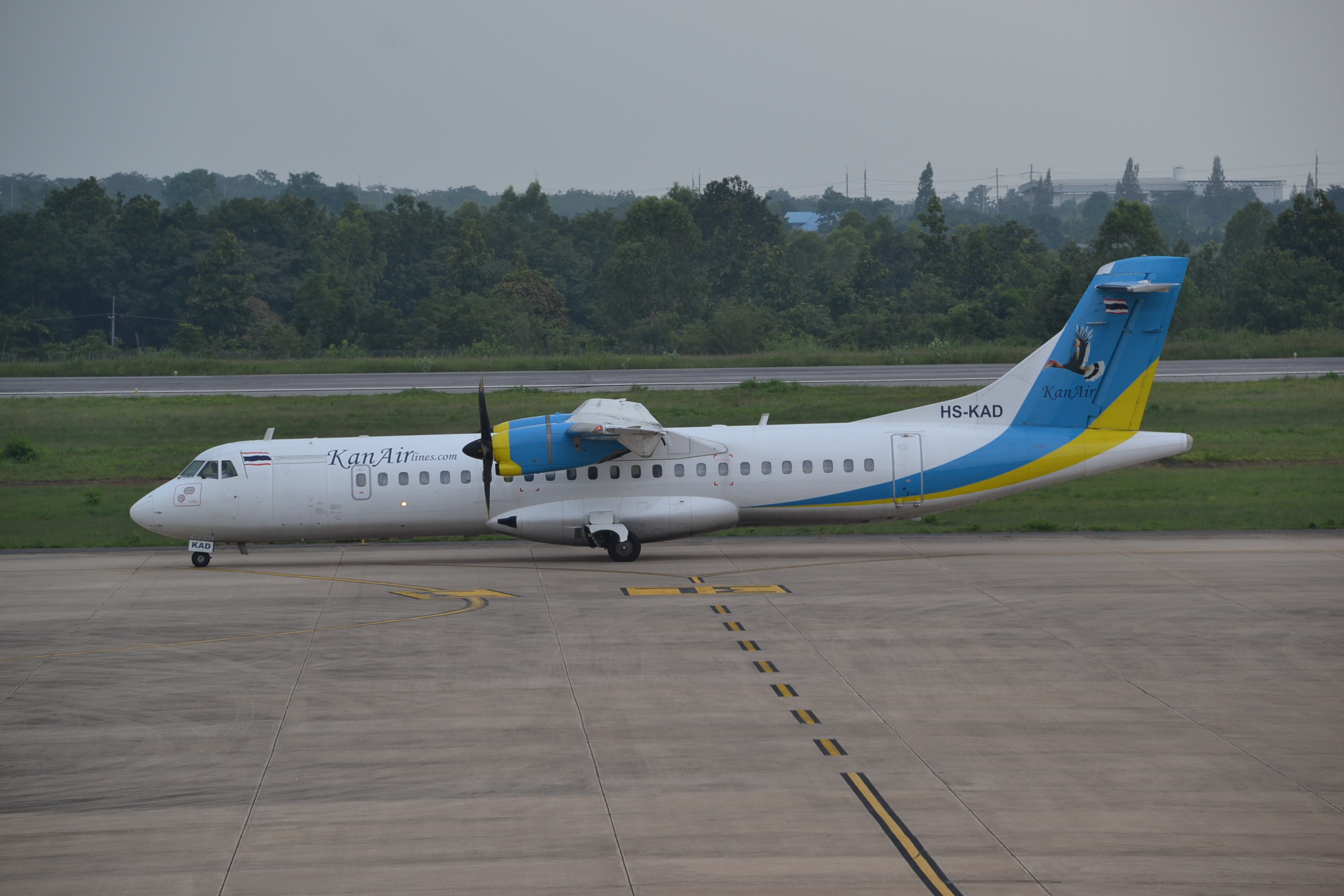
ATR72 de la compagnie à l'aéroport de Khon Kaen

Kan Air était une compagnie aérienne régionale thaïlandaise créée en 2010. Basée à Laksi près de Bangkok, elle exploitait régulièrement depuis février 2011 plusieurs lignes depuis Bangkok vers Chiang Rai, Pai, Phitsanulok, Mae Hong Son, Mae Sot et Nan. Sa flotte était pour l'instant constituée d'un Cessna C208B Grand Caravan de 12 sièges passagers.
Les opérations de Kan Air ont cessé en 2017,.